# Francesca Mambro
Francesca Mambro (Chieti, 25 aprile 1959) è una terrorista italiana ed esponente di spicco del gruppo eversivo d'ispirazione neofascista Nuclei Armati Rivoluzionari.
Arrestata a Roma il 5 marzo 1982 e processata, verrà ritenuta colpevole dell'omicidio di 96 persone e di diversi altri reati. Condannata complessivamente a nove ergastoli, 84 anni e 8 mesi di reclusione, la sua pena si è estinta dal 2013, dopo essere stata messa in libertà condizionale nel 2008.
Dal 1985 è sposata con il terrorista Valerio Fioravanti, suo compagno sin dagli anni settanta e da cui, nel 2001, ha avuto una figlia, Arianna. Come Fioravanti, si è dichiarata colpevole di tutti i delitti dei NAR e, in particolare, di dieci omicidi tra quelli per cui è stata condannata, che praticava la lotta armata di destra, respingendo però l'accusa di aver partecipato alla strage di Bologna (85 morti) e di aver materialmente eseguito l'omicidio di Alessandro Caravillani.

## Biografia
Nasce a Chieti, figlia primogenita di un maresciallo di pubblica sicurezza e sorella di Mariano, Mario e Italo. Si trasferisce ben presto con la famiglia a Roma, nei lotti popolari nei pressi di piazza Bologna, dove si diploma alle scuole magistrali. 

### La militanza politica
Inizia la militanza politica durante gli anni del liceo e la prosegue nel Movimento Sociale Italiano svolgendo la propria attività prima nel Fronte della Gioventù e poi nel FUAN, frequentando la sede di via Siena, al quartiere Nomentano. Milita anche nelle file dell'organizzazione Lotta Popolare, corrente movimentista dell'MSI, capeggiata da Teodoro Buontempo e Paolo Signorelli, che si propone di contrastare l'offensiva dell'ala moderata del partito e che di lì a breve sfocerà nella breve esperienza scissionista di Democrazia nazionale.
Per Francesca Mambro, come anche per altri militanti neofascisti, le cose cambieranno totalmente dopo il 7 gennaio 1978, in seguito alla strage di Acca Larentia che porterà molti giovani attivisti del MSI ad abbracciare la lotta armata.
(Valerio Fioravanti dalla perizia del prof. F. Introna)

### La lotta armata con i NAR
All'inizio del 1978, subito a ridosso dei fatti di Acca Larentia, la Mambro si unisce ai Nuclei Armati Rivoluzionari di Valerio Fioravanti. Fioravanti diverrà il suo compagno di vita, dopo poco tempo. Si erano conosciuti già da bambini, ma il loro rapporto divenne più confidenziale alla fine del 1979.
Le prime azioni alle quali partecipa attivamente furono due rapine, l'8 febbraio e il 15 marzo 1979, che i NAR compiono ai danni di altrettante armerie in pieno centro a Roma, con l'intenzione di commemorare la morte di Franco Anselmi.
Il 7 marzo 1979, alla vigilia della ricorrenza della giornata internazionale della donna, assieme a un gruppo di estremiste di destra, decide di piazzare una rudimentale bomba davanti alle finestre del Circolo culturale femminista nel quartiere Prati a Roma mentre, a pochi metri di distanza, Valerio Fioravanti e altri estremisti armati restavano a copertura, pronti eventualmente a intervenire.
Il 30 marzo 1980 la Mambro, Valerio Fioravanti e Gigi Cavallini assaltano i locali del distretto militare di via Cesarotti, a Padova portando via quattro mitragliatrici, cinque fucili automatici, pistole e proiettili. Sul muro della caserma, prima di andarsene, la Mambro firma la rapina con la sigla BR per depistare le indagini.
Il 28 maggio 1980 partecipa all'attentato davanti al liceo romano Giulio Cesare in cui viene ucciso l'appuntato di polizia Francesco Evangelista (detto "Serpico") e ferito il suo collega Giuseppe Manfreda.
Il 23 giugno 1980 i NAR uccidono a Roma il sostituto procuratore Mario Amato. Il magistrato, da due anni conduce le principali inchieste sui movimenti eversivi di destra, ereditando i fascicoli d'indagine dal giudice Vittorio Occorsio. Poco prima di essere assassinato aveva chiesto l'uso di un'auto blindata che gli era stato però negato. All'indomani dell'omicidio, il gruppo telefona a un quotidiano e fa ritrovare il volantino di rivendicazione: «Oggi 23 giugno 1980 alle ore 8:05, abbiamo eseguito la sentenza di morte emanata contro il sostituto procuratore Mario Amato, per le cui mani passavano tutti i processi a carico dei camerati. Oggi egli ha chiuso la sua squallida esistenza imbottito di piombo. Altri, ancora, pagheranno». Amato aveva annunciato che le sue indagini lo stavano portando «alla visione di una verità d'assieme, coinvolgente responsabilità ben più gravi di quelle stesse degli esecutori degli atti criminosi».
Il 2 agosto 1980 è autrice della strage di Bologna, per la quale verrà condannata all'ergastolo, come esecutrice materiale dell'attentato, insieme al terrorista fascista Valerio Fioravanti, con sentenza resa definitiva in Cassazione il 23 novembre 1995. Riguardo a questa strage, la Mambro e Fioravanti si sono sempre proclamati innocenti adducendo inoltre di non avere particolari vantaggi nel negarne la loro eventuale paternità, anche a causa del numero di ergastoli già accumulati da ciascuno in precedenza.
Il 9 settembre 1980 Francesca Mambro, Dario Mariani, Giorgio Vale, Valerio e Cristiano Fioravanti, uccidono Francesco Mangiameli, dirigente del movimento di estrema destra Terza Posizione in Sicilia, accusato di essersi intascato i soldi che sarebbero serviti per l'evasione del terrorista nero Pierluigi Concutelli.
Il 5 febbraio 1981, mentre tentano di recuperare delle armi gettate nel Bacchiglione, il canale scaricatore di Padova, un commando formato da Valerio Fioravanti, il fratello Cristiano, Francesca Mambro, Gigi Cavallini, Giorgio Vale e Gabriele De Francisci viene sorpreso da una pattuglia dei carabinieri. Nello scontro a fuoco che ne seguì persero la vita i militari Enea Codotto, 25 anni e Luigi Maronese, 23 anni. Prima di essere uccisi, i carabinieri riescono però a colpire Valerio Fioravanti, il quale, gravemente ferito, verrà poco dopo arrestato.
Dopo l'arresto di Fioravanti, i NAR misero in atto una vera e propria campagna di annientamento nei confronti di presunti delatori, infami e approfittatori nell'ambiente della destra eversiva. Il 31 luglio 1981, nell'ambito di questa sorta di regolamento di conti all'interno della destra, la Mambro, Giorgio Vale e Alessandro Alibrandi uccidono Giuseppe De Luca, detto Pino il calabro e accusato dal gruppo di essere un truffatore, mentre il 30 settembre partecipa all'uccisione del ventitreenne Marco Pizzari, estremista di destra ritenuto responsabile dell'arresto di Luigi Ciavardini e Nanni De Angelis.
Il 21 ottobre 1981 alcuni componenti dei NAR (la Mambro, Alessandro Alibrandi, Gilberto Cavallini, Giorgio Vale, Stefano Soderini e Walter Sordi), uccidono in un agguato a Roma il capitano della DIGOS Francesco Straullu e l'agente Ciriaco Di Roma. Il capitano Straullu, 26 anni, aveva lavorato con grande impegno per smascherare i membri dell'eversione nera. Nel 1981 ne aveva fatti arrestare 56. La mattina dell'agguato non aveva la solita auto blindata, in riparazione da due giorni.
Il 5 marzo 1982, durante un conflitto a fuoco con le forze dell'ordine, al termine di una rapina messa a segno dai NAR all'agenzia della Banca Nazionale del Lavoro di piazza Irnerio, a Roma, rimase ucciso, da una pallottola vagante, lo studente Alessandro Caravillani. Anche la Mambro venne gravemente ferita all'inguine da un proiettile.
(Interrogatorio di Francesca Mambro del 10 novembre 1989)
Insieme a Nistri, Giorgio Vale porta Francesca nelle vicinanze del pronto soccorso dell'ospedale romano Santo Spirito, sul Lungotevere. Si salverà ma verrà arrestata. Livio Lai si assunse le responsabilità del delitto Caravillani e, nel processo Nar 2, venne condannato a 15 anni, diventati poi 22 e mezzo con gli altri reati commessi.

### Le condanne

Francesca Mambro insieme a Valerio Fioravanti durante il processo di primo grado per la strage di Bologna

Nei vari processi che seguirono, dopo la sua cattura, venne accusata complessivamente di 96 omicidi (comprese le 85 persone morte per la strage di Bologna) e per reati quali: furto e rapina, detenzione illegale di armi, violazione di domicilio, sequestro di persona, ricettazione, falso, associazione sovversiva, violenza privata, resistenza e oltraggio, attentato per finalità terroristiche, occultamento di atti, danneggiamento e contraffazione impronte.
Venne quindi condannata complessivamente a nove ergastoli, 84 anni e 8 mesi di reclusione. Le nove condanne al carcere a vita furono inflitte per:
- Ergastolo per l'omicidio di Francesco Evangelista (28 maggio 1980)
- Ergastolo per essere mandante dell'omicidio di Mario Amato (23 giugno 1980)
- Ergastolo per la strage alla stazione di Bologna (2 agosto 1980)[29]
- Ergastolo per l'omicidio di Francesco Mangiameli (9 settembre 1980)
- Ergastolo per l'omicidio di Enea Codotto e Luigi Maronese (5 febbraio 1981)
- Ergastolo per l'omicidio di Giuseppe De Luca (31 luglio 1981)
- Ergastolo per l'omicidio di Marco Pizzari (30 settembre 1981)
- Ergastolo per l'omicidio di Francesco Straullu e Ciriaco Di Roma (21 ottobre 1981)
- Ergastolo per l'omicidio di Alessandro Caravillani (5 marzo 1982)

In sede civile, Fioravanti e Mambro sono stati condannati in primo grado nel 2014 a risarcire 2 134 273 000 euro, da versare alla Presidenza del Consiglio e al ministero dell'Interno, risarcimento che probabilmente non pagheranno mai, non avendolo nella propria disponibilità finanziaria e risultando incapienti (cioè nullatenenti). Lo Stato potrà prelevare solo alcune centinaia di euro mensili dai loro stipendi.

### La pena
Dopo i processi e le condanne scontò, complessivamente, 16 anni di reclusione in carcere. Nel 1998 venne ammessa al regime di semi-libertà (periodo nel quale si iscrisse a Letteratura comparata presso la Sapienza - Università di Roma e fece una figlia), commutata nel 2002 in detenzione domiciliare speciale. Nel 2005 conseguì la laurea con lode.
Il 16 settembre del 2008, il tribunale di sorveglianza di Roma le ha concesso la libertà condizionale accogliendo un'istanza presentata dal suo legale, Michele Leonardi, motivata sulla base degli ultimi dieci anni passati in carcere, in cui l'ex terrorista si sarebbe "ravveduta e dedicata senza risparmiarsi alla riconciliazione e pacificazione con i familiari delle vittime", portando come prova anche due lettere scritte alla Mambro (e a Valerio Fioravanti) da Anna Di Vittorio e Gian Carlo Calidori: una coppia che si è incontrata e innamorata in seguito alla bomba che aveva ucciso il fratello di lei (Mauro Di Vittorio) e uno degli amici più cari di lui. Di Vittorio e Calidori hanno espresso il loro perdono per la coppia di ex terroristi, in contrasto con l'Associazione Vittime della Strage per aver espresso una posizione non colpevolista in maniera assoluta, anche se ci furono alcune incomprensioni successive (dovute al fatto che Fioravanti aveva aderito alla teoria di Enzo Raisi, che vedeva proprio Mauro Di Vittorio come inconsapevole responsabile della detonazione della bomba).
Durante gli anni del carcere, strinse amicizia con alcune ex nemiche ideologiche, appartenenti alle Brigate Rosse, tra cui Nadia Mantovani, Anna Laura Braghetti e Barbara Balzerani.
Sulla militanza nel terrorismo ha detto:
La decisione del tribunale venne aspramente criticata dall'Associazione tra i familiari delle vittime della strage alla stazione di Bologna del 2 agosto 1980 e definita, per bocca del suo presidente, Paolo Bolognesi, come "una vergogna. È scandaloso che la libertà condizionale sia stata concessa a una terrorista che non ne ha i requisiti, che è stata condannata a sette ergastoli e che non ha mai espresso alcun sentimento di distacco dal suo passato."

### Fine pena
Il provvedimento di libertà condizionale è terminato il 16 settembre 2013 quando la sua pena è stata definitivamente estinta.
Nel 2015, rispondendo a una nuova sollecitazione di Bolognesi, il sottosegretario alla giustizia Cosimo Ferri ha ribadito, come per Fioravanti, che in Francesca Mambro «l'esistenza di un sicuro ravvedimento venne dedotta sulla base degli esiti della lunga osservazione delle rispettive personalità, attestati nelle relazioni degli operatori, in cui si evidenziavano l'avvenuta maturazione di un genuino processo di rielaborazione critica delle scelte criminali del passato e il definitivo ripudio dei disvalori ad esse sottese, accompagnato da angoscioso senso di colpa per le vittime» e che «si era proficuamente dedicata ad attività di volontariato, ritenuta indice di sicura volontà di ristoro simbolico, essendosi occupata di minori abbandonati o ristretti a Casal di Marmo».
Dai primi anni novanta collabora con Nessuno tocchi Caino, l'associazione contro la pena di morte legata al Partito Radicale.

## Nella cultura popolare
- Francesca Mambro e suo marito, Valerio Fioravanti, sono l'oggetto della canzone Sensibile, del gruppo di musica elettronica Offlaga Disco Pax, pubblicata nell'album Bachelite (2008). Il testo della canzone è un duro attacco alle azioni terroristiche e alle responsabilità di Mambro e Fioravanti.